# Kuwakot (Baitadi)
Kuwakot (nepalski: कुवाकोट) – gaun wikas samiti w zachodniej części Nepalu w strefie Mahakali w dystrykcie Baitadi. Według nepalskiego spisu powszechnego z 2011 roku liczył on 831 gospodarstw domowych i 5441 mieszkańców (2745 kobiet i 2696 mężczyzn).